# Eid (Noorwegen)
Eid (Nordfjordeid) is een voormalige gemeente gelegen op het schiereiland Stad, aan de Nordfjord in de Noorse provincie Sogn og Fjordane.
De gemeente telde 6064 inwoners in januari 2017. Op 1 januari 2020 werd de gemeente samengevoegd met de gemeente Selje en de plaats Bryggja van de gemeente Vågsøy tot de gemeente Stad, genoemd naar het gelijknamige schiereiland.

## Plaatsen in de gemeente
- Heggjabygda
- Nordfjordeid
- Mogrenda

De plaats Heggjabygda ligt aan Hornindalsvatnet het diepste meer van Europa.

## Geboren in Eid
- Stephen Ackles (1966-2023), zanger, pianist, songwriter en acteur

Årdal · Askvoll · Aurland · Balestrand · Bremanger · Eid · Fjaler · Flora · Førde · Gaular · Gloppen · Gulen · Hornindal · Høyanger · Hyllestad · Jølster · Lærdal · Leikanger · Luster · Naustdal · Selje · Sogndal · Solund · Stryn · Vågsøy · Vik

Gemeenten in de provincie bij de opheffing op 1 januari 2020